# Алаколь (озеро, Алтынсаринский район)
Алаколь (каз. Алакөл) — озеро в Алтынсаринском районе Костанайской области Казахстана. Находится в 18 км к востоку от села Новоалексеевка.
По данным топографической съёмки 1944 года, площадь поверхности озера составляет 1,63 км². Наибольшая длина озера — 2,1 км, наибольшая ширина — 1,3 км. Длина береговой линии составляет 5,6 км, развитие береговой линии — 1,23. Озеро расположено на высоте 102,1 м над уровнем моря.